# سنيجة (ملاثاني)
سنیجة (بالفارسية: سنیجه) هي منطقة سكنية تقع في إيران في قسم ملاثاني الريفي. يقدر عدد سكانها بـ 343 نسمة بحسب إحصاء 2016.